# Elena Cernei
Elena Cernei (Bairamcea, 1 de març de 1924 – Bucarest, 27 de novembre de 2000) fou una mezzosoprano romanesa, musicòloga, directora d'escena, professora de cant i investigadora científica de la veu, parlada i cantada.
Va ser una intèrpret principalment verdiana, rossiniana i d'obres de l'escola francesa, però el seu repertori va incloure també obres del barroc, com ara el Paride ed Elena, de Christoph Willibald Gluck, a més d'obres contemporànies com l'Èdip de George Enescu i Doamna Chiajna de Nicolae Buicliu, a l'estrena absoluta de la qual (16 d'octubre de 1973) va ser la llibretista, directora d'escena i intèrpret principal, la qual cosa va suposar una primícia absoluta en la història del teatre líric.
Va néixer a Bairamcea, prop de Cetatea Albă (actualment Bílhorod-Dnistrovski, ciutat fortalesa en l'Óblast d'Odessa, Ucraïna). Elena Cernei va estudiar cant amb Constantin Stroescu del 1948 al 1954 a la Universitat Nacional de Música de Bucarest (Conservatori Municipal Ciprian Porumbescu). En el mateix període va cantar com a solista amb la Filharmònica Romanesa George Enescu, entre 1951 i 1958 i, a l'Òpera Nacional de Romania entre 1952 i 1985, amb una gira per Europa, Àsia i Nord-amèrica a partir de 1957.
Va ser la primera mezzosoprano romanesa que va actuar en els teatres lírics més important del món: teatre La Scala de Milà, el Metropolitan Opera de Nova York, l'Òpera de París, i l'Òpera de l'Estat de Viena.
Fora de Romania va actuar al teatre La Scala en Aida de Verdi, en el Metropolitan Opera en Samson et Dalila de Saint-Saëns; en Aida i Rigoletto de Verdi, en Carmen de Bizet, en Adriana Lecouvreur de Francesco Cilea; enl'Òpera de París en Aida, Carmen i Oedipe de George Enescu, amb al companyia de l'Òpera de Bucarest en gira; en l'Òpera Estatal de Viena en Il trovatore de Verdi; en el Teatre Bolxoi de Moscou en Aida i Carmen; en el Gran Teatre del Liceu de Barcelona en Carmen; e el Théâtre de la Monnaie de Brussel·les en la primera producció en llengua original d'Il trovatore; en el Palacio de Bellas Artes de la Ciutat de Mèxic en Aida i Carmen i en molts altres prestigiosos teatres.
En el cas de la seva actuació al Liceu de Barcelona, en l'òpera Carmen, va representar també el debut al Liceu del director d'orquestra Odón Alonso. El tenor va ser Pedro Lavirgen.
Va fer el seu debut en el Metropolitan Opera (MET) el 17 de març de 1965 com a Dalila en Samson et Dalila de Camille Saint-Saëns. Va cantar al MET entre 1965 i 1968 interpretant, a més del paper de Dalila, altres rols importants com ara Amneris en Aida, Maddalena en Rigoletto, la princesa de Bouillon en Adriana Lecouvreur i, en el rol principal en Carmen.
Altres papers del seu repertori escènic van ser els d'Azucena en Il trovatore, Clitemnestra en Iphigénie en Aulide de Christoph Willibald Gluck, Arsace en Semiramide de Rossini, Rosina en El barber de Sevilla de Rossini, Ulrica en Un ballo in maschera de Verdi, la princesa Eboli en el Don Carlos de Verdi, Laura i La Cega en La Gioconda de Ponchielli, Cherubino en Les noces de Fígaro de Mozart, Giocasta en Œdipe de George Enescu, i Orfeo en Orfeu i Eurídice de Gluck.
Elena Cernei va viure a Roma amb el seu marit, el metge i musicòleg Stephan Poen. En els darrers anys de vida es va dedicar a les recerques científiques sobre la fonació i la metodologia didàctica, juntament amb l'ensenyament del cant i participant com a jurat a diversos concursos per nous talents líricsi en Itàlia, Romania i en altres països europeus i americans. Entre les seves publicacions com a musicòloga figuren: L'enigma de la veu humana (1983 Bucarest, 1987 Roma) i Et fiat lux (1987 Roma, 1999 Bucarest).
Moltes de les seves actuacions en Romania van ser enregistrades en format LP pel segell Electrecord. L'any 2005, la televisió romanesa TVR va editar un DVD amb una pel·lícula documental sobre la seva vida i la seva carrera (amb extractes dels seus enregistraments en directe.
En el 1963 va ser nomenada Artistă Emerită de la República de Romania i en el 1999, l'any abans de la seva mort,va rebre el doctorat honoris causa de la Universitat Nacional de Música de Bucarest, per la seva contribució en el camp de la musicologia.